# Pablo Pastell
Pablo Pastells y Vila ( 1846, Figueras, provincia de Gerona, España-1932, Tortosa) fue un sacerdote jesuita que intentó convencer epistolarmente a José Rizal para que volviera al catolicismo. Estudiante en el Seminario Conciliar jesuita en Barcelona, refugiado en Francia después de la cuarta supresión de los jesuitas de España en 1868, viviendo los movimientos anticlericales tras la derrota de Napoleón II en la guerra franco-prusiana, organizador de Círculos de trabajadores frente a los movimientos anarquistas.

## Biografía
En 1866 ingresa en la Compañía de Jesús, contaba entonces con 20 años de edad.
Cuando fueron expulsados de España, Pastells huyó a Francia para completar allí sus estudios.
Tuvo que huir en la oscuridad de la noche tras la derrota de Napoleón III en la guerra franco-prusiana. Regresa a España, donde finalmente terminó sus estudios.
Consecuente con la Doctrina Social de la Iglesia formó un movimiento de trabajadores pobres llamado círculos, que marcó el inicio de su labor sacerdotal.
Pastell regresa a Francia desde donde fue trasladado a Filipinas.

## Filipinas
El 5 de septiembre de 1875 se incorpora al Ateneo Municipal de Manila, entonces tenía 29 años de edad.
Pasó 11 años (1876-1887) como misionero en la provincia de Surigao, en la isla de Mindanao.
Su principal tarea fue la de estudiar la cultura de Visayas para asentar poblaciones de este pueblo como colonos en Mindanao.
En noviembre de 1887 se traslada a Manila al ser nombrado superior de la Misión de Filipinas. El 1 de marzo de 1893,  superior de la Escuela Normal.
Dejó Filipinas el 5 de octubre de 1893 a causa de su mala salud.
Publicó una nueva edición en tres volúmenes (Barcelona, 1900-1902) de la antigua historia de Filipinas del jesuita Francisco Colín, gerundense como él, Labor evangélica de los obreros de la Compañía de Jesús en las Islas Filipinas (1663), ilustrándola con abundantes notas y documentos para la historia general de la soberanía española en Filipinas, y colaboró con Wenceslao Retana en otra edición (Madrid, 1897) de la Historia de Mindanao y Joló del jesuita Francisco Combés.

## Rizal
En el Ateneo Municipal fue subprefecto de los internos y director del Congregación Mariana y de la Cofradía de Nuestra Señora, de la que formaba parte José Rizal quien entonces la presidía con 14 años de edad.
Pastells escribe a Wenceslao Retana, el crítico de Rizal quien más tarde se convirtió en su biógrafo, describiéndole como digno de la posición, de conducta más que ejemplar, trabajador constantes, y de extraordinario progreso en la virtud y en el aprendizaje.
La correspondencia entre Rizal y Pastells sucedió durante la última parte de esta fase de su trabajo, cuando Rizal se exilió en Dapitan. Rizal tenía 31 años, Pastells 45.